# Alejandro Montecchia
Alejandro Montecchia (Bahía Blanca, 1 januari 1972) is een Argentijns voormalig basketballer.

## Carrière
In zijn profcarrière won Montecchia in 1996 de kampioenschappen van de Zuid-Amerikaanse Liga en de Argentijnse Liga. Hij won ook het Europees kampioenschap op het 2de niveau van de EuroCup in het seizoen 2002-03. Hij was de MVP van de Zuid-Amerikaanse Liga in 2008.
Montecchia was een vaste waarde in het nationale team van Argentinië, waarmee hij op de Olympische Zomerspelen van 2004 een gouden medaille won.

## Erelijst
- 1x EuroCup: 2003
- 1x Liga Sudamericana de Básquetbol: 1996
- 1x Argentijns landskampioen: 1996
- Olympische Spelen: 1x
- Wereldkampioenschap: 1x
- FIBA AmeriCup: 1x , 1x
- Zuid-Amerikaans kampioen: 1x